# ولسوالی اومنه
اومنه یکی از ولسوالیهای ولایت پکتیکا در جنوب خاوری افغانستان است  با جمعیت نزدیک به ۲۵۶۹۰ نفر. این ولسوالی در مرکز قبیله سلیمان خیل قیلجی پشتون قرار دارد.

## منبع‌ها
1. ↑  «East tribal map».

- مشارکت‌کنندگان ویکی‌پدیا. «Paktika Province». در دانشنامهٔ ویکی‌پدیای انگلیسی، بازبینی‌شده در ۴ اسفند ۱۳۹۰ خورشیدی.